# NGC 5707-1
NGC 5707-1 is een spiraalvormig sterrenstelsel in het sterrenbeeld Ossenhoeder. Het hemelobject werd op 22 juni 1885 ontdekt door de Amerikaanse astronoom Lewis A. Swift.

## Synoniemen
- UGC 9428
- MCG 9-24-23
- ZWG 273.15
- PGC 52266